# Aachener Gaffelbrief
Aachener Gaffelbrief ist die Bezeichnung für eine historische Verfassung der Freien Reichsstadt Aachen, die erstmals 1450 getroffen wurde und nach mehrmaligen Aktualisierungen bis 1794 Bestand hatte. Der Gaffelbrief spielte eine frühe Rolle in der Demokratisierungsbewegung vor allem der einfachen Bürger und der sich in Zünften organisierenden Gewerbetreibenden, die sich von den mehrheitlich regierenden Patriziern und Aristokraten nicht mehr zeitgemäß vertreten fühlten, und spiegelt dabei auch die historische Entwicklung des Aachener Zunftwesens wider. Die Herkunft des Wortes Gaffel leitet sich von dem Niederdeutschen / Kölschen Wort Gabel ab, womit ursprünglich eine zweizinkige (Fleisch-)Gabel gemeint war.

## Vorgeschichte
Seit der Verleihung der Rechte einer Freien Reichsstadt im Jahre 1166 durch Kaiser Friedrich I. Barbarossa stand an der Spitze Aachens zunächst ein königlicher Beamter. Im Jahre 1250 ging die Leitung auf den Rat über, dem die Bürgermeister vorstanden. Dieser so genannte Erbrat setzte sich zusammen aus zwei Bürgermeistern, zwei Rent- und Baumeistern, lebenslang gewählten Schöffen des Schöffenstuhls sowie den Deputierten der neun Aachener Grafschaften des Aachener Reichs. Die Handwerker, welche bis zum Jahre 1428 nur in mehr oder weniger losen „Bruderschaften“ oder auch so genannten „Ambachten“ zusammengeschlossen waren, waren im Stadtrat nicht vertreten.
Auf Grund eines wirtschaftlichen Aufschwungs der handwerklich Tätigen bei gleichzeitiger Misswirtschaft der Stadtverwaltung sowie der Einführung einer Reichssteuer sahen sich die Bürger nicht mehr zeitgemäß vertreten und klagten Mitbestimmung ein. Es folgten Proteste und Aufruhr. Ein erster bedeutender Aufstand der Tuchmacher und Weber wurde bereits im Jahre 1368 durch die regierenden Bürgermeister Jakob Colyn und Konrad von dem Eichhorn blutig niedergeschlagen. Dennoch versuchten sich in der Folgezeit die Ambachten per Satzungen und Verordnungen allmählich zu ordnungsgemäßen Zünften zu organisieren. Im Jahr 1428 mussten diese dann einen erneuten Rückschlag hinnehmen, als sich zehn neue Ambachten gegründet hatten, die notfalls wieder mit Gewalt Einfluss auf Gesetzesreformen zu erlangen versuchten. Auch dieser Aufstand wurde durch eine Hinterlist des Alt-Bürgermeisters Konrad von dem Eichhorn, einem Sohn des vorhergenannten, niedergeschlagen und ein Großteil der Rädelsführer auf dem Marktplatz hingerichtet. Erst ab 1437 wurde es dann den zehn Zünften erlaubt, sechs Mitglieder aus ihren Reihen und nur in besonderen Fällen in den Rat zu entsenden. Schließlich einigte man sich nach jahrelangem erbitterten Streit und heftigen Unruhen auf eine vertraglich geregelte Mitbestimmung, die im Aachener Gaffelbrief des Jahres 1450 erstmals niedergeschrieben wurde. Diejenigen politisch berechtigten Zünfte, die fortan mit stimmberechtigten Mitgliedern im Rat vertreten waren, wurden seitdem mit „Gaffeln“ bezeichnet, wodurch das Vertragswerk seinen Namen erhielt. So genannte Gaffeln gab es außerhalb Aachens nur noch in Köln, welche eine ähnliche historische und politische Entwicklung wie in Aachen durchlaufen, ihre ständedemokratische Verfassung aber bereits 1396 in einem so genannten „Verbundbrief“ geregelt hatten und an dem 22 Kölner Gaffeln beteiligt waren.
Mit den folgenden Gaffelbriefen gelang es somit den Aachener Zünften, Schritt für Schritt die Stadt aus einer ehemals aristokratischen Selbstverwaltung in eine demokratische zu verwandeln und damit die Eigenbedeutung für die Region zu stärken. Die Zünfte waren von nun an der zentralen Ansprechpunkte für das gesamte öffentliche Leben, und nur durch diese konnte der Bürger politisches Recht und politischen Schutz finden, und deshalb wurde jeder Bürger verpflichtet, deren Mitgliedschaft zu erwerben.

## Erster Gaffelbrief 1450
Durch den ersten Aachener Gaffelbrief kam es zu einer komplett neuen Zusammensetzung des Aachener Stadtrates, dem ab sofort Deputierte aus elf Zünften angehörten und der jährlich zur Hälfte neu gewählt wurde. Diese elf anerkannten Zünfte bestanden aus der „Sternzunft“, der ausschließlich Adelige angehörten und die eine Fortführung des vorherigen alten Erbrates darstellte und aus der die Schöffen gewählt wurden sowie die „Bockzunft“, die Gesellschaft der Patrizier, in der die Gelehrten, Ärzte, Juristen, Kaufleute und Beamte sich organisiert hatten. Ferner aus den Zünften der Werkmeister (Tuchfabrikanten und Wollenweber), Brauer, Metzger, Löder (Gerber), Schmiede sowie aus den vier „Gesellschaften“ zum „Löwenberg“, zum „schwarzen Adler“, zum „Pontort“ und zum „Altenstern“, die wiederum aus gehobenen Bürgerschichten und Patriziern bestanden.

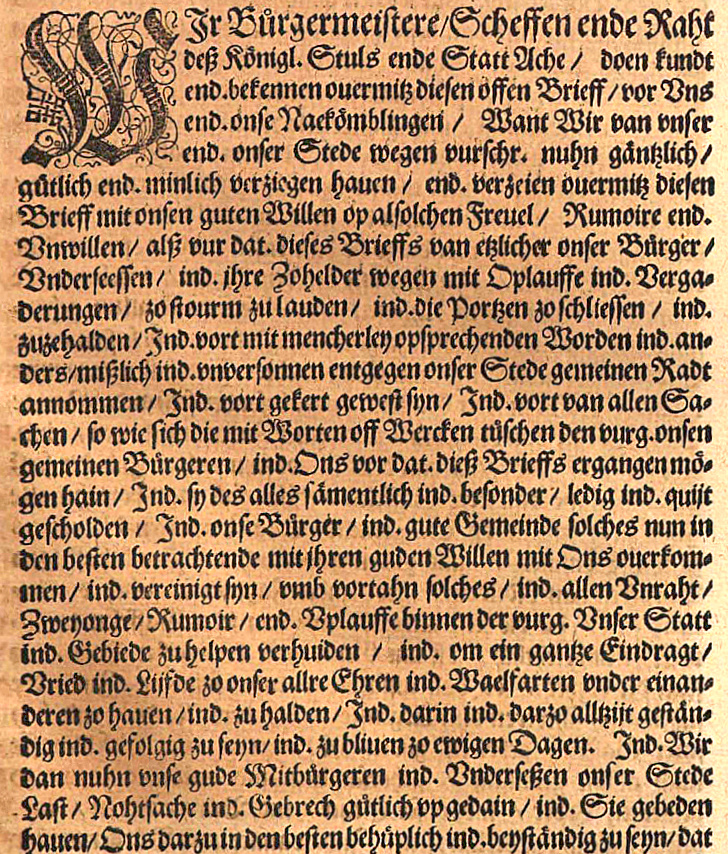
Anfang des Gaffelbriefs von 1450 (v. Beeck/Nopp 1643).

Dieser neu aufgestellte Stadtrat gliederte sich auf in einen kleinen und einen großen Rat. Dem insgesamt 40 Personen starken kleinen Rat gehörten neben zwei Ratsherren aus jeder der elf Zünfte noch zwei Bürgermeister (von ihnen wurde einer aus den Schöffen und einer aus der Bürgerschaft gewählt), zwei Schöffenmeister (meist die dienstältesten Schöffen), ein Kanzler (Schreiber), zwei Kürschöffen, zwei Werkmeister und neun „Christoffeln“ an, wie die Gesandten aus den neun Grafschaften genannt wurden. Die Amtsperiode für die Bürgermeister betrug ein Jahr und ab deren Ende waren sie als so genannte „abgestandene“ Bürgermeister weiterhin dem Rat in einer gehobenen Stellung zugehörig und konnten sodann ein Jahr später erneut als Bürgermeister gewählt werden, was dann aber meist nur eine Formsache war und eher einer Ernennung gleichkam. Der kleine Rat beschäftigte sich mit der Stadt- und Landeshoheit und bildete das Ober- und Appellationsgericht. Dem großen Rat wurden zusätzlich noch vier weitere Ratsherren aus den elf Zünften zugestanden und er umfasste somit 84 Mitglieder. Er war unter anderem für das Allgemeinwesen zuständig, richtete über Leben und Tod und wählte die neuen Ratsmitglieder.
Darüber hinaus regelte der Gaffelbrief die Voraussetzungen für eine Wahlzulassung zum Stadtrat, die Wahlperioden sowie die Abstimmungsregeln bei den jeweiligen Sitzungen. Hierbei wurde auch vor unlauteren Wahlmanipulationen und damit einhergehenden diversen ungesetzlichen Praktiken gewarnt, die erstmals als Makelei bezeichnet wurden. Ferner legte der Gaffelbrief neben den Rechten der Zünfte deren öffentliche und der Allgemeinheit dienende Pflichten fest wie beispielsweise die Brandbekämpfung oder das örtliche Militärwesen.

## Zweiter Gaffelbrief 1513
In der Folgezeit, vor allem ab 1477, versuchten die Patrizier, ihre Stellung wieder zu ihren Gunsten auszubauen und noch vorhandene Gesetzeslücken zu ihren Gunsten auszunutzen. Dazu beschlossen sie mit Hilfe kaiserlicher Privilegien durch Friedrich III., dass sowohl der Schöffenstuhl, der sich ausnahmslos aus Adeligen zusammensetzte, als auch die Ratsverwandten aus den neun Grafschaften ihren Dienst lebenslänglich versehen und dagegen nur noch die Ratsvertreter der Gaffeln jährlich zur Hälfte erneuert werden sollten. Dies führte zu unerlaubten Absprachen, Manipulationen und Abhängigkeiten sowie einer schleichenden Aushöhlung des ersten Gaffelbriefes. Ebenso wurden Maßnahmen blockiert, die eine Steuerentlastung des Bürgertums bewirken und gleichzeitig die Schuldenlast der Stadt tilgen sollten. Zugleich vermehrte sich auf der anderen Seite durch neu formierte Berufsgruppen die Anzahl der Zünfte, bzw. durch Eingliederung weiterer handwerklicher Betriebe in bestehende Zünfte, so genannten „Splissen“, deren Zusammensetzung und Stärke. Dies alles führte erneut zu massiven Unruhen, die zu Entlassungen oder gar Verhaftungen einiger korrupter Ratsherren führte, darunter der Alt-Bürgermeister Gilles von dem Buschoffsstave, und teilweise bis zum Reichskammergericht in Wetzlar weitergeleitet werden mussten. Diese Situation mündete schließlich am 15. Februar 1513 in einer neuen vertraglichen Übereinkunft, dem zweiten Aachener Gaffelbrief, an dem die als Reformer geltenden Aachener Bürgermeister Everhard von Haren und Wilhelm Colyn maßgeblichen Anteil hatte.
In diesem Verfassungsvertrag wurde geregelt, dass der Gaffelbrief von 1450 zum einen wieder bekräftigt werden sollte und zum anderen aber durch die Einbeziehung der Zünfte der Bäcker, Kupfermeister (angeregt vor allem durch die Familie Amya), Krämer, Zimmerleute, Schneider, Pelzer und der Schuster mit ihren jeweiligen Splissen bei gleichzeitigem Ausscheiden der vier oben erwähnten Gesellschaften das Handwerk durch nun insgesamt 12 Gaffeln wieder stärker vertreten waren. Die neue Zusammensetzung der jetzt 44 Ratsherren beim kleinen Rat gliederte sich nun wie folgt: je zwei Bürger-, Rent- (von denen einer immer der abgestandene Bürgermeister war), Werk-, Wein- und Baumeister, sechs Akzise-Verwalter, auch Neumänner genannt, sowie je zwei Vertreter aus den 14 Gaffeln. Die Ratsherren wurden bis auf die Neumänner und die Rent-, Wein-, Baumeister, deren Wahlperiode auf drei Jahre angehoben worden war, wieder jährlich zur Hälfte neu gewählt. Weiterhin blieben dem Rat die beiden ausgetretenen Bürgermeister als so genannte abgestandene konsultativ erhalten und konnten ein Jahr später wieder als regierende Bürgermeister erneut gewählt werden. Beim großen Rat kamen schließlich, wie bereits im ersten Gaffelbrief festgelegt, weitere vier Vertreter der 14 Zünfte hinzu. Die Sitzordnung schrieb vor, dass an einem erhöhten Tisch die beiden regierenden Bürgermeister Platz nahmen, neben ihnen zwei Syndici und der Ratssekretär, jeweils ohne Stimmrecht. Dann folgten die beiden abgestandenen Bürgermeister, die beiden Sternherren, die beiden Werk-, Rent-, Wein- und Baumeister, die beiden Ratsherren vom Bock sowie die sechs Neumänner und schließlich die Vertreter der Gaffeln.
Diese Aachener Verfassung hatte in den folgenden Jahren trotz verschiedener Krisen wie beispielsweise den Aachener Religionsunruhen und deren Einfluss auf die religiöse Zusammensetzung des Stadtrates, regionalen Wirtschaftskrisen, aber auch dem großen Stadtbrand von Aachen im Jahre 1656 und seinen Folgen, dauerhaften Bestand. Dennoch kam es ab dem 17. Jahrhundert verstärkt zu Auswüchsen der Mäkelei, nachdem immer mehr amtierende Bürgermeister bestrebt waren, sich entweder zusammen mit einem abgestandenen Amtsvorgänger als Pärchen für mehrere Jahre im Amt zu halten oder mit den gleichen Methoden ihnen genehme nahe Verwandten oder Günstlinge als Nachfolger durchzusetzen. Ähnliche Manipulationen fanden auch bei den Wahlen innerhalb der Zünfte statt, was sich immer mehr zum eigentlichen Schwachpunkt der Gaffelbriefe herausstellte. Dieser Zustand wurde dadurch noch verstärkt, dass allen Zünften, unabhängig von ihrer Mitgliederzahl, die gleiche Anzahl Ratsvertreter zustanden, wodurch die elitären Zünfte mit ihren teilweise weniger als 100 Mitgliedern bevorteilt waren gegenüber den verschiedenen Handwerkerzünften, die oftmals mehr als 1000 Mitglieder in ihren Reihen hatten. Daran konnte und wollte auch eine sich jetzt entwickelnde Neue Partei nichts ändern, da sie aus ihrer Interessenlage heraus die gleichen Praktiken anwendete. In dieser Neuen Partei haben sich schwerpunktmäßig die kapitalkräftigen Kaufleute formiert, zu denen vor allem die Tuch- und Nadelfabrikanten gehörten, die durch den wirtschaftlichen Aufschwung ihrer Industriezweige in den Jahrzehnten zuvor entstanden waren. Ihnen gegenüber standen die Vertreter der Alten Partei, die sich bereits über einen längeren Zeitraum in einem magistratischen Amte befanden und dieses mit konservativen und traditionellen Ansichten zu verteidigen versuchten.

## Dritter Gaffelbrief 1681
Im dritten und letzten offiziellen Gaffelbrief vom 21. Januar 1681 wurden auf Grund der Erfahrungen der letzten Jahre im Prinzip keine grundlegenden Änderungen gegenüber seinen Vorläufern vorgenommen. Er stellte vielmehr auf Grund der operativen Erfahrungswerte eine Erläuterung und Ergänzung dar und vertiefte im Besonderen die Befugnisse des Stadtrates sowie den Modus der Ratswahlen. So wurde beispielsweise festgelegt, dass nur ein Bürger aus ehelicher Geburt, mit einwandfreiem Leumund und welcher keine Heirat mit einer „zweifelhaften Person“ eingegangen war, wahlberechtigt war. Ferner musste er mindestens 25 Jahre alt sein und durfte keinem „fremden Herrn“, damit waren Nicht-Aachener gemeint, als Diener, Befehlsempfänger oder Lehnspflichtiger dienen. Ebenso durfte er auch nur von der Gaffel aufgestellt werden, welcher er auf Grund seiner Berufstätigkeit hauptsächlich angehörte. Die Zünfte selbst konnten keine weiteren Änderungen zu ihren Gunsten mehr durchsetzen, da aus gewerblicher Sicht ihre Blütezeit vorerst überschritten war. Allerdings wurde in diesem Gaffelbrief auch die ausufernden Praktiken der Mäkelei offiziell unter Strafe gestellt, deren Aufklärung und juristischen Nachverfolgung aber nicht ernsthaft nachgegangen, da alle juristischen und politischen Entscheidungsträger selbst von diesem Zustand profitierten oder gar darin involviert waren.
Dieser Gaffelbrief galt nun für die nächsten mehr als 100 Jahre als Verfassung von Aachen, wobei sich aber im Jahre 1786 erneut eine zunehmende Aufweichung durch Postenschieberei und damit verbundener Machtzunahme durch Vetternwirtschaft besonders innerhalb der gehobenen Schicht bei gleichzeitiger wirtschaftlicher Schwächung der Gaffeln erfolgte. Dies führte wiederum zu erheblichen und gewalttätigen Unruhen und Aufständen, diesmal eher innerhalb der Parteienlandschaft zwischen der Alten und Neue Partei selbst und weniger zwischen den Zünften und den Etablierten. Diese untragbare und an Anarchie grenzende Situation dauerte bis 1792 an und ging als „Aachener Mäkelei“ in die Geschichte der Stadt Aachen ein. Bereits ab dem Jahr 1790 legten daraufhin sowohl zwölf Zünfte und ein Teil des Rates unter Leitung von Christian Wilhelm von Dohm als auch andere Bürger aus der Bürgerschaft wie beispielsweise der Verleger Peter Josef Franz Dautzenberg zur Abstellung dieser dauerhaften Streitpunkte einen neuen und aktualisierten vierten Gaffelbrief als Entwurf vor. Dieser wurde sogar vom Immerwährenden Reichstag in Regensburg sowie von der Vogtei zu Jülich befürwortet, aber zu dessen weiteren Erörterung und Beschlussfassung kam es letztendlich nicht mehr. Durch den Einmarsch der Franzosen im Jahr 1792 im Rahmen des Ersten Koalitionskrieges und deren Besetzung des linken Rheinufers sowie die nachfolgende  Übernahme des Munizipalitätswesens für das Arrondissement d’Aix-la-Chapelle ab 1794 wurde diese Phase der politischen Instabilität beendet und Aachen erlebte in den nächsten Jahrzehnten eine erneute Zeit des wirtschaftlichen Aufschwungs und der politischen Stabilität.